# Бенедиктов, Павел Павлович
Павел Павлович Бенедиктов (1901—1966) — советский инженер, специалист в области приборостроения, лауреат Ленинской премии (1964). Член партии с 1932 г.

## Биография
В 1919—1927 годы служил в РККА, окончил Высшую аэро-фотограмметрическую школу (1923) и школу лётчиков-наблюдателей (1927).
В 1927—1943 гг. работал в разных должностях на приборостроительном заводе Наркомата авиационной промышленности:
- ГС завод № 213 им. С. Орджоникидзе НКОП, НКАП, МАП, Завод авиационных измерительных приборов ВСНХ, 1-й Государственный завод измерительных инструментов «Авиаприбор» ВСНХ, ВСНХ РСФСР, Завод «Авиаприбор» им. С. Орджоникидзе НКТП, Саратовский электроприборостроительный завод (СЭЗ) им. С. Орджоникидзе МАП, , Москва, с 1941 г. Энгельск, с 1946 Саратов. С 1937 г. начальник отдела технического контроля.

Награждён орденом «Знак Почёта» (04.11.1940) — «за достижения в создании и освоении новых винтов, радиаторов, приборов и агрегатов для Красного Воздушного Флота»
В 1943—1947 директор завода «Прибор» (Завод № 295 НКАП, Государственный Московский завод приборов (ГМЗ приборов)).
С 1947 г. — директор завода «Тизприбор» (высокоточные инструменты) (Завод № 282 НКАП, ММиП, п/я 3733, Московский завод тепловых измерительных приборов «Тизприбор» ММиП). Участник советского атомного проекта.
Умер 26 октября 1966 года. Похоронен в Москве на Даниловском кладбище.
Лауреат Ленинской премии (1964) — за участие в создании и внедрении универсальной системы элементов промышленной пневмоавтоматики (УСЭППА).
Награждён орденом Трудового Красного Знамени (Указ Президиума Верховного Совета СССР «О награждении орденами СССР научных, инженерно-технических работников, наиболее отличившихся при выполнении специального задания правительства». 29 октября 1949 г. // Атомный проект СССР: документы и материалы. Т. 2. Кн. 1. — 1999. — С. 565—605).